# Campeonato Europeu de Atletismo Sub-23
O Campeonato Europeu de Atletismo Sub-23 (em inglês: European Athletics U23 Championships) é uma competição bienal de atletismo para atletas europeus com menos de 23 anos, organizada pela Associação Europeia de Atletismo. O evento foi realizado pela primeira vez em 1997 e foi um substituto para a Copa Europeia de Atletismo Sub 23 - um evento bienal que teve ligas de nível "A" e "B" que se realizou em 1992 e 1994.

## Edições da Copa Europeia de Atletismo Sub 23
|           | Ano  | Divisão | Cidade            | País        | Data             | Vencedores      | Vencedores  |
| Masculino | Ano  | Divisão | Cidade            | País        | Data             | Feminino        |             |
| --------- | ---- | ------- | ----------------- | ----------- | ---------------- | --------------- | ----------- |
| 1         | 1992 | A       | Gateshead         | Reino Unido | 18 – 19 de julho | Alemanha        | Reino Unido |
| 1         | 1992 | B       | Villeneuve-d'Ascq | França      | 18 – 19 de julho | Tchecoslováquia | França      |
| 2         | 1994 | A       | Ostrava           | Chéquia     | 30 – 31 de julho | Alemanha        | Rússia      |
| 2         | 1994 | B       | Lillehammer       | Noruega     | 30 – 31 de julho | Polónia         | Ucrânia     |

## Edições do  Campeonato Europeu de Atletismo Sub 23
| 1º  | 1997 | Turku      | Finlândia     | 10 – 13 de julho          | Estádio Paavo Nurmi            |  |  |
| 2º  | 1999 | Gotemburgo | Suécia        | 29 de julho – 1 de agosto | Estádio Ullevi                 |  |  |
| 3º  | 2001 | Amesterdão | Países Baixos | 12 – 15 de julho          | Estádio Olímpico de Amsterdã   |  |  |
| 4º  | 2003 | Bydgoszcz  | Polónia       | 17 – 20 de julho          | Estádio Zdzisław Krzyszkowiak  |  |  |
| 5º  | 2005 | Erfurt     | Alemanha      | 14 – 17 de julho          | Estádio Steigerwald            |  |  |
| 6º  | 2007 | Debrecen   | Hungria       | 12 – 15 de julho          | Estádio Gyulai István Athletic |  |  |
| 7º  | 2009 | Kaunas     | Lituânia      | 16 – 19 de julho          | Estádio Darius e Girėnas       |  |  |
| 8º  | 2011 | Ostrava    | Chéquia       | 14 – 17 de julho          | Estádio Městský                |  |  |
| 9º  | 2013 | Tampere    | Finlândia     | 11 – 14 de julho          | Estádio Tampere                |  |  |
| 10º | 2015 | Tallinn    | Estónia       | 9 – 12 de julho           | Kadrioru staadion              |  |  |
| 11º | 2017 | Bydgoszcz  | Polónia       | 13 – 16 de julho          | Estádio Zdzisław Krzyszkowiak  |  |  |
| 12º | 2019 | Gävle      | Suécia        | 11 – 14 de julho          | Estádio Gunder Hägg            |  |  |
| 13º | 2021 | Tallinn    | Estónia       | 8 – 11 de julho           | Kadrioru staadion              |  |  |
| 14º | 2023 | Espoo      | Finlândia     | 13 – 16 de julho          | Estádio Leppävaara             |  |  |
|     |      |            |               |                           |                                |  |  |

## Quadro geral de medalhas (1997 – 2017)
| Ordem | País                        | Medalha de ouro | Medalha de prata | Medalha de bronze | Total |
| ----- | --------------------------- | --------------- | ---------------- | ----------------- | ----- |
| 1     | Rússia                      | 85              | 70               | 53                | 208   |
| 2     | Grã-Bretanha                | 52              | 44               | 34                | 130   |
| 3     | Alemanha                    | 51              | 72               | 68                | 191   |
| 4     | Polónia                     | 41              | 38               | 38                | 117   |
| 5     | França                      | 34              | 27               | 40                | 101   |
| 6     | Ucrânia                     | 20              | 40               | 29                | 89    |
| 7     | Espanha                     | 20              | 21               | 23                | 64    |
| 8     | Bielorrússia                | 18              | 19               | 18                | 55    |
| 9     | Roménia                     | 18              | 15               | 12                | 45    |
| 10    | Itália                      | 17              | 15               | 27                | 59    |
| 11    | Turquia                     | 12              | 7                | 4                 | 23    |
| 12    | Suécia                      | 11              | 9                | 12                | 32    |
| 13    | Hungria                     | 11              | 9                | 11                | 31    |
| 14    | Grécia                      | 11              | 5                | 7                 | 23    |
| 15    | Países Baixos               | 9               | 9                | 11                | 29    |
| 16    | Letónia                     | 8               | 4                | 7                 | 19    |
| 17    | Noruega                     | 8               | 3                | 5                 | 16    |
| 18    | Finlândia                   | 7               | 14               | 19                | 40    |
| 19    | Chéquia                     | 6               | 16               | 12                | 34    |
| 20    | Bélgica                     | 4               | 7                | 7                 | 18    |
| 21    | Lituânia                    | 4               | 2                | 5                 | 11    |
| 22    | Suíça                       | 3               | 5                | 3                 | 11    |
| 23    | Eslovênia                   | 3               | 3                | 4                 | 10    |
| 24    | Bulgária                    | 3               | 3                | 1                 | 7     |
| 25    | Sérvia                      | 3               | 2                | 5                 | 10    |
| 26    | Croácia                     | 3               | 2                | 3                 | 8     |
| 27    | Eslováquia                  | 3               | 2                | 2                 | 7     |
| 28    | Azerbaijão                  | 3               | 1                | 0                 | 4     |
| 29    | Portugal                    | 2               | 4                | 5                 | 11    |
| 30    | Dinamarca                   | 2               | 3                | 3                 | 8     |
| 30    | Estónia                     | 2               | 3                | 3                 | 8     |
| 32    | Iugoslávia                  | 2               | 2                | 1                 | 5     |
| 33    | Áustria                     | 2               | 1                | 3                 | 6     |
| 34    | Islândia                    | 1               | 1                | 1                 | 3     |
| 35    | Moldávia                    | 1               | 0                | 1                 | 2     |
| 36    | Irlanda                     | 0               | 2                | 4                 | 6     |
| 37    | Israel                      | 0               | 1                | 0                 | 1     |
| 37    | Luxemburgo                  | 0               | 1                | 0                 | 1     |
| 37    | Atletas Independentes (AEA) | 0               | 1                | 0                 | 1     |
| 40    | Bósnia e Herzegovina        | 0               | 0                | 1                 | 1     |
| 40    | Chipre                      | 0               | 0                | 1                 | 1     |
| 40    | Geórgia                     | 0               | 0                | 1                 | 1     |
| 40    | Montenegro                  | 0               | 0                | 1                 | 1     |
| 42    | Total                       | 479             | 480              | 483               | 1442  |